# Fliegend
Fliegend ist eine 2007 gegründete Depressive-Black-Metal- und Funeral-Doom-Band.

## Geschichte
Der Multiinstrumentalist „Malaquias“ gründete Fliegend gemeinsam mit dem Sänger und Gitarristen „Psychopath“ 2007 in Santiago de Chile, nachdem beide gemeinsam das Album Svidd Neger von Ulver gehört hatten. Die Idee zur Band sowie zum Bandnamen führt „Malaquias“ auf die Erfahrung zurück. Nachdem die Band über MySpace erste Stücke veröffentlicht hatte, entstand ein Kontakt zu dem chilenischen Label FunerART posmoGROUP, das Kontakt zu dem schwedischen Label Salute Records herstellte. Beide Firmen schlossen einen Vertrag mit Fliegend. Die Gruppe debütierte 2008 mit dem Split-Album By the Death Course Map We Are Looking for Our Agony mit dem französischen Dark-Ambient-Projekt No Heaven. Ein Jahr später veröffentlichte das Duo At the Dark Gate from the Hidden Whiteness und erfuhr erstmals überregionale Resonanz. Dem Album wurde attestiert „voller erhabener Abstraktionen“ und „ein einzigartiges Werk“ zu sein, dass eine sorgfältige Beachtung durch Liebhaber des Genres verdiene.
Nach der Veröffentlichung des Albums begann das Duo weitere Musiker zu akquirieren, um auftreten zu können. Indes beteiligte sich Fliegend an dem durch Misanthropic Art Productions herausgegebenen Split-Album mit Lifeless Within und Negative or Nothing 2010. Im gleichen Jahr erschien Auf dem kosmischen Tal suche ich nach meinem Tod, dass nur noch  über Runenstein Records, Svartgalgh Records, Salute Records und FunerART posmoGROUP. Erneut wurde das Album als „einzigartig“ und das „Beste der Band“ gelobt. Nachkommende Veröffentlichungen blieben aus, jedoch trat die Band mehrfach Live in Chile auf. Insbesondere bei national ausgerichteten Doom-Festivals wie der dritten und vierten Doom Voice Conversation in Florida, der Doom Metal Night oder dem ersten Doom,-Death-and-Darkness-Festival in Santiago de Chile. Noch im Jahr 2018 kündigte die Band weitere Veröffentlichungen an, die jedoch vorerst ausblieben.

## Stil
Fliegend spielen einen Crossover aus Depressive Black Metal, Funeral Doom und Drone Doom. „Malaquias“ verweist auf eine Neigung zu allen drei Stilen und benennt Gruppen wie Xasthur, Make a Change… Kill Yourself, Nortt, Nocturnal Depression sowie Sunn O))) als bedeutsame Inspiration. Rezensenten verweisen hinzukommend auf Ulver und In the Woods… als Vergleichsgrößen. Die Texte von Fliegend handeln von Suizid, Liebe, Trostlosigkeit, Selbstzerstörung und Hass. „Malaquias“ beschreibt die Musik und die Texte als emotionalen Ausdruck und Methode der Selbsterkenntnis.
Die Musik vermittele entsprechend der Ausrichtung und Vorbilder eine kalte und suizidale Atmosphäre. Die Rhythmen erscheinen monoton und überwiegend langsam, der Gesang entspricht einem gutturalen Keifen während das Lead-Gitarrenspiel zwischen klaren Melodien Depressive Black Metal, düsteren Black- und Funereal-Doom-Riffing variiert würde.

## Diskografie
- 2008: By the Death Course Map We Are Looking for Our Agony (Split-Album mit No Heaven, FunerART posmoGROUP)
- 2009: At the Dark Gate from the Hidden Whiteness (Album, FunerART posmoGROUP)
- 2010: Amtrivalent (Split-Album mit Lifeless Within und Negative or Nothing, Misanthropic Art Productions)
- 2010: Auf dem kosmischen Tal suche ich nach meinem Tod (Album, FunerART posmoGROUP)